# Camponotus aurelianus
Camponotus aurelianus é uma espécie de inseto do gênero Camponotus, pertencente à família Formicidae.